# Mu (zen)
Pour les articles homonymes, voir MU.
Mu (無)), est la traduction japonaise du terme chinois simplifié : 无 ; chinois traditionnel : 無 ; pinyin : wú ; litt. « rien » ou « non-existence ») utilisé dans le taoïsme pour exprimer la vacuité. Ce terme a été introduit par syncrétisme dans le bouddhisme chan sous l'influence taoïste en Chine, puis lors de la diffusion de ce dernier, d'abord en Corée, dans le bouddhisme son, et enfin au Japon, dans le bouddhisme dit zen.

Le caractère 無 en style cursif. L'animation reproduit un des tracés calligraphiques possibles.

Ce terme est aussi utilisé en chinois pour définir le bouddhisme, sous le nom de 南无 / 南無[C'est-à-dire ?]. On le retrouve également dans le non-agir taoïste (无为 / 無為, wúwéi). Et on retrouve cette notion dans le monde indien (hindouisme, puis dans le bouddhisme), sous le nom de naiṣkarmya (नैष्कर्म्य).
Bien que typiquement utilisé comme préfixe négatif pour exprimer la notion d'absence (ex. 無線 (musen, sans-fil), 無印 (muji, sans marque)), le mot est plus connu en tant que réponse à certains kōan du bouddhisme zen.

## «Mu» dans le bouddhisme zen
Le « Passage sans porte » (Wou-men-kouan, du chinois simplifié : 无门关 ; chinois traditionnel : 無門關 ; pinyin : wúménguān, prononcé en japonais Mumonkan (無門關) ), recueil de koans du zen datant du XIIIe siècle, utilise le mot wu (en japonais mu) à la fois dans son titre et dans son premier koan « Le chien de Zhaozhou (ja) » (赵州狗子 / 趙州狗子, Zhàozhōu gǒuzǐ ou, en japonais, « Le chien de Joshu » (趙州狗子) ) ou la « nature de bouddha (Buddha-dhātu) du chien » (chinois : 狗子佛性, gǒuzǐ fóxìng ; japonais 狗子仏性, kushi busshō), poème du bikkhu chinois, Zhaozhou Congshen (赵州从谂 / 趙州從諗).
Le Chan chinois nomme wúménguān (chinois simplifié : 无门关 ; chinois traditionnel : 無門關), ce qui est traduit en « la porte de l'éveil ». L'école japonaise rinzaï classe le kōan Mu comme hosshin (zh) 発心 « dont la résolution permet d'atteindre l'éveil », du chinois (发心 / 發心, fāxīn). À ce titre il est proposé aux débutants qui recherchent le kenshō.
Cas no 1 du « Passe sans porte »:
| Chinois                                        | Traduction |
| ---------------------------------------------- | --- |
| 趙州和尚、因僧問、狗子還有佛性也無。州云、無。 | Un moine demanda à Zhaozhou : « Un chien a-t-il l'essence d'un Bouddha ? » Zhaozhou répondit, "Wú" (en japonais, Mu). |

Ce koan tire son origine du Zhaozhou Zhenji Chanshi Yulu (趙州真際禪師語錄), Le recueil des propos du maître chan Zhaozhou, koan 132:
| Chinois                                                                                                   | Traduction |
| --- | --- |
| 僧問：狗子還有佛性也無？ 師云：無。 問：上至諸佛，下至螻蟻皆有佛性，狗子為什麼卻無？ 師云：為伊有業識在。 | Un moine demanda, « Un chien a-t-il la nature du Bouddha ou pas ? » Le maître répondit, « Pas (Wu) ! » Le moine dit : « Au-dessus de tous les Bouddhas, au-dessous de tous les insectes rampants, tout a la Nature de Bouddha. Comment le chien ne l'aurait-il pas ? » Le maître répondit : « Parce qu'il a la nature des illusions karmiques ». |

Le Livre de la sérénité ou Hóngzhì Chánshī Guǎnglù (宏智禪師廣錄), présente une version plus longue de ce koan, qui ajoute le début suivant à la version contenue dans le Zhaozhou Zhenji Chanshi Yulu.
| Chinois                                                                                     | Traduction |
| ------------------------------------------------------------------------------------------- | --- |
| 僧問趙州，狗子有佛性也無。 州云，有。 僧云，既有為什麼卻撞入這箇皮袋。 州云，為他知而故犯。 | Un moine demanda à maître Joshu : « Un chien a-t-il la nature du Bouddha ? » Joshu répondit, « Oui ». Alors le moine dit, « Puisqu'il l'a, comment est-il entré dans ce sac de peau ? » Joshu dit : « Parce qu'il a volontairement péché ». |

Dans ses écrits, Yasutani Hakuun-rôshi (1885–1973) explique que Kû, le cinquième élément du bouddhisme japonais et Mu sont foncièrement similaires.

## Utilisations du mot «Mu» dans la culture populaire
L'introduction du bouddhisme zen dans la culture occidentale a induit l'utilisation du mot « Mu » dans d'autres contextes modernes. Ces emplois n'ont plus qu'un très lointain rapport avec l'usage traditionnel du mot dans le contexte du zen.

### Dans la culture des hackers
Selon le « Jargon File », un glossaire du jargon et de la culture des hackers, mu est considéré par les discordiens comme la réponse aux questions qui comportent des présuppositions erronées.
Exemple
La question « Avez-vous arrêté de battre votre femme ? » présuppose que l'interlocuteur battait sa femme. La langue française ne prévoit pas de réponse simple dans le cas contraire. Ainsi, si l'interlocuteur ne battait pas sa femme, ou encore s'il n'a pas de femme, les deux réponses standards à ce qui semble une question fermée, « oui » et « non », sont inappropriées :
- « oui » implique qu'il a une femme et qu'il la battait ;
- « non » implique qu'il a une femme, qu'il la battait et qu'il continue de le faire.

C'est pourquoi des discordiens proposèrent de choisir mu comme la réponse adaptée signifiant par convention : « On ne peut correctement répondre à votre question car elle se fonde sur des présuppositions erronées. » Les hackers ont tendance à être sensibles aux erreurs de logique dans le langage, aussi beaucoup d'entre eux ont adopté cette suggestion avec enthousiasme.
On peut aussi rattacher l'emploi de ce terme à l'ouvrage Gödel, Escher, Bach de Douglas Hofstadter, où il est utilisé, par exemple, pour dépasser l'opposition entre réductionnisme et holisme.

### En électronique
Pour certains, mu rend compte de l'état logique d'un circuit électrique dissimulé qui n'est pas alimenté : le contexte interdit de déterminer s'il est continu ou non[réf. nécessaire].

### Anecdotes
Dans le manga Lone Wolf and Cub, le héros Ogami Ittō souhaite atteindre le « vide de mu » afin d'être efficace lors de ses combats. Il s'agit d'une référence au Mushin (無心 Mu-penser, c'est-à-dire « sans pensée »), état d'esprit faisant partie intégrante de certains arts martiaux.